# 1990年—1991年費城麻疹疫情
1990年－1991年費城麻疹疫情（英語：1990–1991 Philadelphia measles outbreak）是一個發生於宾夕法尼亚州費城內外的醫療事件，當中逾1400人（大部份為兒童）感染麻疹，另有9名兒童死亡。該地區共出現2個疫情重災區：信仰會幕教堂（The Faith Tabernacle Congregation）和一世紀福音教會（First Century Gospel Church）。兩所教堂俱反對使用疫苗及一切醫療方式，只依靠信仰治療了事。在對疫情中首例死亡病例進行調查後，法庭下令對父母反對尋求就醫的兒童接受強制治療及疫苗接種。

## 歷史
疫情於1990年10月開始，但要待1991年才出現大量麻疹病例、所有相關死亡病例及跟進工作。1990年11月4日至1991年3月24日期間，費城衞生部一共接獲486例病例及6例與麻疹有關的死亡病例。截至1991年6月，當局再接獲938例麻疹病例。在這段時間，「宾夕法尼亚大学亦呈報7名學生感染麻疹的病例」。
在疫情期間，「9名兒童將告不治，當中有6名與2間基礎主義教會有關；該等教會鼓吹依賴詩歌—而非醫療—使疾病得以治癒」。1991年2月，有報道稱「醫事人員正造訪所有學生的家中，加倍努力監測他們的狀況，以防止出現更多死亡病例」，並指當地官員「準備尋求法庭判令，若兒童處於嚴重情況，則強制有關家庭接受治療」。及後的分析中指出「一般而言，雖然每300例個案中，約有1例死於麻疹，但費城的死亡率卻高出甚多，因為宗教集會中只有1名兒童曾接受肺炎和腦炎的治療」。
費城兒童醫院疫苗教育中心主任保羅·奧菲特指出，當地曾以強制接種疫苗的方式應對該疫情。對於起初反對接種疫苗的家長，奧菲特稱：「他們是一群和平的人。這若一旦成為我城的法律，他們就會意識到這一點，並對此相當沉著」。